# Takeda Izumo I.
Takeda Izumo I. (竹田 出雲) ; lieu et date de naissance inconnus - décédé en 1756 à Ōsaka) est un auteur et marionnettiste bunraku japonais.
Il est soit le fils, soit le frère de Takeda Ōmie, un fabricant de marionnettes mécaniques (karakuri ningyō), et travaille d'abord avec ces poupées dans le quartier de divertissement Dōtonbori d'Osaka. En 1704, il commence à travailler au théâtre bunraku Takemoto où il monte un an plus tard Zamoto, son premier spectacle de marionnettes. Dans les années suivantes, il occupe de plus en plus un rôle directeur au théâtre et s'assure qu'à la fois le narrateur (tayu) ainsi que les musiciens et marionnettistes soient visibles pour le public pendant les représentations (degatari). Il fournit également de plus somptueux costumes pour les poupées et des éléments de décorations plus élaborés pour la scène. La mécanique de la marionnette elle-même est améliorée sous sa direction, par une prise de contrôle des différents dispositifs karakuri qui donne aux poupées de plus grandes possibilités de mouvement et de là nécessite non pas un mais trois manipulateurs pour actionner les figurines.
En 1723, Takeda commence à écrire des pièces pour le théâtre bunraku sous la direction de Chikamatsu Monzaemon. Des onze pièces qu'il écrit seul, Ashiya Dōman Ōuchi Kagami, également adaptée en kabuki, est celle qui rencontre le plus de
succès. En tant que coauteur (gassaku), il travaille entre autres avec Hasegawa Senshi et Hasegawa Bunkodō. Il participe également au développement de la pièce Sugawara Denju Tenarai Kagami, drame historique (jidai-mono) encore représenté dans les salles japonaises aujourd'hui. En tant qu'auteur, il utilise également les noms Takeda Senzengen I et Takeda Geki II.

## Source de la traduction
- (de) Cet article est partiellement ou en totalité issu de l’article de Wikipédia en allemand intitulé « Takeda Izumo I. » (voir la liste des auteurs).